# Hijaz (band)
Hijaz is een Belgische band die in 2006 werd opgericht door Niko Deman (piano) en Moufadhel Adhoum (oed). De band vermengd Arabische muziek met jazz.
Het twee album, Chemsi, bereikte de 17e plaats in de World Music Charts Europe. De Tunesische zangeres Abir Nasraoui werkte mee op het derde album Nahadin uit 2013. De groep trad onder andere op in het VPRO-programma Vrije Geluiden.

## Discografie
- Nahadin (2013 - Zephyrus Records)
- Chemsi (2011 - Zephyrus Records)
- Dunes (2008 - Zephyrus Records)

Nummers op compilaties:
- Chemsi op Tout-Puissant: 10 Years of Zephyrus and Worldmusic in Ghent 2015
- Desert dancer op Flamundo! (Vol. 5) 2014
- Chemsi op Flamundo! (Vol. 4) 2011
- Dunes op Jazztublieft! (Vol. 3) 2009
- Dunes op Flamundo! (Vol. 3) 2008